# 長岡萌映子
長岡 萌映子（ながおか もえこ、1993年12月29日 - ）は、日本の女子バスケットボール選手である。北海道浦河郡浦河町出身。Wリーグのトヨタ紡織サンシャインラビッツ所属。ポジションはスモールフォワード。背番号2。札幌山の手高等学校卒業。ペイント内でのプレーからアウトサイドのシュートまでこなすオールラウンドプレーヤー。

## 来歴
幼稚園年中まで浦河町で過ごした後、札幌市へ移住。姉の影響を受けて小学校2年でバスケを始める。札幌市立宮の丘中学校3年のときU－15女子トップエンデバーに選出される。
2009年4月、札幌山の手高校に進学。1年生時からレギュラーとして全国大会に出場。2年次にはインターハイ・国体・ウィンターカップの3冠を達成。ウィンターカップ決勝の中村学園女子戦では50得点を記録した。3年次には主将となる。ウィンターカップ決勝の山形商戦で39得点をとり、連覇を達成した。
2012年、高校の1年先輩町田瑠唯が所属する富士通レッドウェーブに加入。1年目より主力として出場したWリーグ2012-13シーズンレギュラーシーズン22試合の1試合平均でリーグ6位の15.41得点を記録。ルーキー・オブ・ザ・イヤーを獲得。
2017年、トヨタ自動車アンテロープスに移籍。在籍中に2度のWリーグ優勝に貢献。
2022年オフ、ENEOSサンフラワーズに移籍。
2025年オフ、ENEOSを退団。トヨタ紡織サンシャインラビッツに移籍。

## 経歴
- 札幌山の手高 - 富士通（2012年～2017年） - トヨタ自動車（2017年～2022年） - ENEOS（2022年～2025年） - トヨタ紡織

## 日本代表歴
- 高校1年生の2009年にU-16日本代表に選出され、アジアU-16選手権で準優勝。翌2010年U-17世界選手権に出場して5位。
- 高校3年生時の2011年、史上2番目に若い17歳7か月でバスケットボール女子日本代表に選出され、アジア選手権に出場して3位。6試合に出場し1試合平均8.3得点、4.2リバウンド。高校生が日本代表として実際に試合出場したのは1992年の浜口典子以来である[6]。
- 2014年 世界選手権で3試合に出場した[7]。
- 2016年 リオデジャネイロオリンピックベスト8
- 2017年 アジアカップ優勝 - 1試合平均13.7得点2.2リバウンドを記録。3連覇に貢献して大会ベスト5に選出される。
- 2018年 ワールドカップ9位
- 2019年 アジアカップ優勝 - 1試合平均4.8得点を記録
- 2020年 東京五輪予選大会
- 2021年 東京オリンピック準優勝 - 1試合平均14.6分出場で4.0得点を記録

## 受賞歴
- 全日本総合バスケットボール選手権大会ベスト5（2013）
- Wリーグ ルーキー・オブ・ザ・イヤー（2012-13）
- アジアカップベスト5（2017）